# Анкуды (Воропаевский сельсовет)
Анку́ды (бел. Анкуды) — деревня в Воропаевском сельсовете Поставского района Витебской области Белоруссии.

## География
Деревня расположена в 38 км от города Поставы и в 8 км от Воропаево.

## История
В 1873 году — деревня входила в состав имения Руцкое Поставской волости Дисненского уезда Виленской губернии, 14 душ. Имение принадлежало Длужневской.
В 1905 году — деревня (75 жителей и 75 десятин земли) и усадьба Длужневского (27 жителей, 225 десятин земли).
С октября 1920 года — в составе Срединной Литвы.
В результате советско-польской войны 1919—1921 гг. деревня оказалась в составе Лучайской гмины Дуниловичского повета Виленского воеводства (II Речь Посполитая).
В 1923 году — 29 дворов и 131 житель.
В сентябре 1939 года деревня была присоединена к БССР силами Белорусского фронта РККА.
С 15 января 1940 г. — в Жуперковском сельсовете Дуниловичского районе Вилейской области БССР.
В 1947 г. — 50 хозяйств.
С 1954 года — в Воропаевском поселковом Совете.
В 2001 году — 11 дворов, 16 жителей, в составе совхоза «Воропаево».